# Zamarada pollex
Zamarada pollex är en fjärilsart som beskrevs av Fletcher 1974. Zamarada pollex ingår i släktet Zamarada och familjen mätare. Inga underarter finns listade i Catalogue of Life.